# Horný Vadičov
Horný Vadičov (in ungherese Felsővadas) è un comune della Slovacchia facente parte del distretto di Kysucké Nové Mesto, nella regione di Žilina.